# Che-kang
Che-kang (čínsky pchin-jinem Hègǎng, znaky 鹤岗) je městská prefektura v Čínské lidové republice. Leží v provincii Chej-lung-ťiang na severovýchodě Číny u hranice s Ruskou federací.
Vzdálena 326 km na severovýchod od hlavního města provincie – Charbin, 378 km na jihozápad od ruského města Chabarovsk a 486 km severoseverozápadně od ruského města Vladivostok.
V roce 2020 zde na ploše 15,5 tisíce km2 žilo téměř devět set tisíc obyvatel.
Významnou složkou zdejší ekonomiky je těžba uhlí.

## Správní členění
Městská prefektura Che-kang se člení na osm celků okresní úrovně, a sice šest městských obvodů a dva okresy.
| ←Siang-jang Kung-nung→ ←Nan-šan Sing-an Tung-šan Sing-šan→ okres · Luo-pej okres · Suej-pin |        |                       |                       |             |                                         |
| Název                                                                                       | Název  | Počet obyvatel (2010) | Počet obyvatel (2020) | Rozloha km² | Hustota zalidnění (obyv. na km²) (2020) |
| český přepis                                                                                | znaky  | Počet obyvatel (2010) | Počet obyvatel (2020) | Rozloha km² | Hustota zalidnění (obyv. na km²) (2020) |
| Městské obvody                                                                              |        |                       |                       |             |                                         |
| Sing-šan                                                                                    | 兴山区 | 44 803                | 21 125                | 28          | 759                                     |
| Siang-jang                                                                                  | 向阳区 | 110 916               | 72 867                | 9           | 7 818                                   |
| Kung-nung                                                                                   | 工农区 | 140 070               | 136 519               | 11          | 11 619                                  |
| Nan-šan                                                                                     | 南山区 | 119 047               | 119 662               | 30          | 3 956                                   |
| Sing-an                                                                                     | 兴安区 | 85 537                | 99 013                | 200         | 495                                     |
| Tung-šan                                                                                    | 东山区 | 164 098               | 96 218                | 2 839       | 34                                      |
| Okresy                                                                                      |        |                       |                       |             |                                         |
| Luo-pej                                                                                     | 萝北县 | 220 131               | 206 072               | 8 856       | 23                                      |
| Suej-pin                                                                                    | 绥滨县 | 174 063               | 139 795               | 3 474       | 40                                      |
|                                                                                             |        |                       |                       |             |                                         |
| Celkem                                                                                      | Celkem | 1 058 665             | 891 271               | 15 448      | 58                                      |